# スナネコ
スナネコ (砂猫 Felis margarita) は、食肉目ネコ科ネコ属に分類される食肉類。砂漠地帯に生息する唯一のネコ科動物。アラブ首長国連邦を代表するネコである。「砂漠の天使」とも言われている。

## 分布
アラブ首長国連邦、アルジェリア、エジプト（ナイル川以東）、オマーン、カザフスタン、カタール、クウェート、サウジアラビア、トルクメニスタン。モロッコ。モーリタニアにも分布すると考えられているが、標本の採集例や撮影された記録はない。イエメン、イスラエル、パキスタンでは絶滅したと考えられている。
分布の空白地帯もあるが、単に記録がないだけなのか実際に分布していないのかは不明。例としてエジプトからチュニジアにかけての地域では報告例がない。2014年に初めてチャドでの分布が報告されており、北アフリカ広域に分布していることが示唆されている。2001年にシリアで、2012年にイラクで報告例がある。

## 形態
頭胴長（体長）オス42 - 57センチメートル、メス39 - 52センチメートル。尾長28 - 35センチメートル。体重オス2 - 3.4キログラム、メス1.35 - 3.1キログラム。西から東にいくにつれ、大型になる。背面は明灰黄色や灰色で、8 - 9本の不明瞭な横縞が入る。頸部や肩・体側面には、黒や銀色の体毛が混じる。尾の先端は黒く、先端寄り3分の1には黒い輪状斑が入る。
頭部は幅広い。耳介は大きく幅広い三角形で、頭部の両脇に低く離れて位置する。耳介の内側は長い体毛で被われ、耳孔に砂が侵入するのを防いでいる。足裏は長い体毛で被われ、砂上での滑り止めや断熱効果があると考えられ砂漠での活動に適応している。染色体数は2n=38。
幼獣は斑紋が明瞭だが、成長に伴い不明瞭になる。

## 分類
種小名はJean Auguste Margueritteへの献名。
イエネコやその近縁のヤマネコ類と近縁であることが知られている。
4亜種に分ける説もある。以下の亜種の分類・分布・形態は、Cole & Wilson(2013)に従う。
Felis margarita margarita Loche, 1858
アルジェリア、エジプト（ナイル川以東）、ニジェール、マリ共和国北部、モロッコ、西サハラ
尾の輪状斑が2 - 6本。
F. m. airensisやF. m. meinertzhageniはシノニムとされる。
Felis margarita harrisoni Hemmer, Grubb and Groves, 1976
イスラエル、イラク、シリア、ヨルダン、アラビア半島
尾の輪状斑が5 - 7本。
Felis margarita scheffeli Hemmer, 1974
パキスタン
Felis margarita thinobia (Ognev, 1927)
イラン北部、ウズベキスタン、カザフスタン、トルクメニスタンのカラクム砂漠・キジルクム砂漠
2亜種に分ける説もある。以下の亜種の分類・分布・形態は、IUCN SSC Cat Specialist Group(2017)に従う。
Felis margarita margarita Loche, 1858
アフリカ大陸北部
小型亜種。毛色は黄色みを帯び、多くの個体で斑点や縞模様が入る。
Felis margarita thinobia (Ognev, 1927)
アラビア半島、西アジア
大型亜種。毛色は灰色みを帯び、斑紋は少ない。

## 生態
群れず単独行動を行う。岩砂漠や礫砂漠・砂砂漠・砂丘などに生息するが、基底が砂よりも目の細かい粘土質からなる砂漠を好む。一方で移動砂丘により植生のない環境や、谷などで低木林や藪地を形成するような環境は避ける。主に夜行性で、昼間は穴に隠れる。キジクルム砂漠では昼行性で、暑い時期のみ夜行性になる。自分で巣穴を掘ったり、キツネ類やヤマアラシ類などの古巣を利用する。カラクム砂漠では入り口が1つで、長さ3メートルに達する巣穴の報告例がある。活動の際は、低く野太い声を発し、一晩で5㎞移動することもあり、行動圏は50㎢に及ぶ。鳴き声は砂漠の地形に吸収されにくく、繁殖期のパートナー探しや縄張りの誇示に利用される。また、マーキング行為で縄張りを主張する。
主にトゲマウス属・アレチネズミ属Gerbillus・ミユビトビネズミ属Jaculusなどの齧歯類を食べるが、ケープノウサギの幼獣も食べる。スナヒバリAmmomanes deserti・ハシナガヒバリAlaemon alaudipesなどの鳥類、サバクオオトカゲVaranus griseus・ヘリユビカナヘビ属Acanthodactylus・スナトカゲ属Scincus・Stenodactylus属（ヤモリ科）・スナクサリヘビ属Cerastesなどの爬虫類、昆虫なども食べる。胃の内容物調査ではカクラム砂漠では約65 %をオオスナネズミ（33.5 %）を含む齧歯類が、キジルクム砂漠では約88 %をオオスナネズミが占めていたという報告例がある。水分は主に食物から摂取するが、水が飲める環境であれば飲水も行う。
捕食者はカラカル・オオカミ・キンイロジャッカルなどの大型の食肉類、イヌワシなどの大型の鳥類、ヘビ類などが挙げられる。幼獣は、アカギツネやワシミミズクに襲われる可能性もある。
繁殖期には鳴き声でパートナーを探す。繁殖様式は胎生。飼育下での妊娠期間は59 - 67日。主に3 - 4月に繁殖するが、地域変異もありサハラ地区では1 - 4月に繁殖する。年に2回繁殖している可能性もある。1回に2 - 8頭（主に3頭）の幼獣を産む。生後6～8ヶ月で自立する。飼育下での734頭の出生記録では約30 %が生後30日、約13 %が1年以内に死亡し、以後は生後10年を過ぎるまで死亡率は10 %以下まで減少するという報告例もある。生後9 - 14か月で性成熟する。飼育下での寿命は14年以上に達することもある。

## 人間との関係
生息する環境が人間が住んでいないような環境であるため、絶滅のおそれが高いとは考えられていない。一方で放牧などによる生息地の破壊および獲物の減少、内戦、人為的に移入されたイヌによる捕食・ネコからの感染症の伝搬、キツネ類やキンイロジャッカル用の罠による混獲などによる影響が懸念されている。イエメンでは1952年以降は記録がなく絶滅したと考えられ、イスラエルでも2000年に行われた調査で生息が確認されなかったため絶滅したと考えられている。トルクメニスタンのカラクム砂漠では、約25年にわたり報告例がない。パキスタンでは1990年代後半に行われた地下核実験により、生息地が大きな影響を受けたと考えられている。1977年に、ネコ科単位でワシントン条約附属書IIに掲載されている。
1986年における飼育数は、全世界で6施設44頭と報告されている。2013年における飼育数は、44施設で174頭と報告されている。2019年頃より、それまで生息の報告のないスーダンからの輸出が行われており、不正な衛生証明書の添付により日本にも密輸が行われた。
現在でも野生種がペット向けに日本へ輸入されているが、気性の特質上、懐かない。撫でても喜ばず、噛みつくなど攻撃的である。また生餌主体の食性のため、キャットフードは栄養の偏りとストレス発生のリスクがある。適温は25～30度、湿度50％以下を維持する必要がある。発情期間中は一晩中鳴き続けるため、不眠症のリスクがあるとされる。
近年、欧州で飼育や繁殖の方法が確立され、日本の動物園でも展示されるようになって来ている。